# 萊恩·皮科塔
萊寧·阿爾貝托·皮科塔（西班牙語：Lenin Alberto Picota，1966年7月23日—），是巴拿馬籍職業棒球運動員，曾分別效力於中華職棒聯盟三商虎、台灣大聯盟台北太陽及中華職棒聯盟興農牛，中文登錄名分別必可、酷必可、戰玉飛。
2006年及2009年，成為世界棒球經典賽巴拿馬國家隊的一員。

## 職棒生涯成績

### 中華職棒
- (粗黑體字為該年度最佳或最高成績)

| 年度 | 球隊   | 出賽 | 先發 | 勝投 | 敗投 | 完投 | 完封 | 救援 | 中繼 | 奪三振 | 四死 | 投球局數 | 責失 | 防禦率 |
| ---- | ------ | ---- | ---- | ---- | ---- | ---- | ---- | ---- | ---- | ------ | ---- | -------- | ---- | ------ |
| 1994 | 三商虎 | 27   | 3    | 1    | 4    | 0    | 0    | 6    | －   | 55     | 25   | 71.0     | 28   | 3.55   |
| 1995 | 三商虎 | 26   | 20   | 8    | 8    | 4    | 0    | 2    | －   | 79     | 50   | 144.1    | 64   | 3.99   |
| 2005 | 興農牛 | 30   | 27   | 16   | 8    | 1    | 0    | 2    | 0    | 131    | 51   | 175.1    | 42   | 2.15   |
| 合計 | 3年    | 83   | 50   | 25   | 20   | 5    | 0    | 10   | 0    | 265    | 126  | 390.2    | 134  | 3.09   |

## 棒球經歷
- 中華職棒聯盟三商虎（登錄名（日语：登録名）為必可）
- 台灣大聯盟台北太陽（登錄名（日语：登録名）為酷必可）
- 中華職棒聯盟興農牛（登錄名（日语：登録名）為戰玉飛）

## 相關網站
- 萊恩·皮科塔在台灣棒球維基館上的頁面（繁體中文）
- 萊恩·皮科塔在美國職棒（英语）
- 萊恩·皮科塔在中華職棒
- 萊恩·皮科塔在Baseball-Reference.com（小聯盟以及海外聯盟）（英语）
- 萊恩·皮科塔在The Baseball Cube（英语）

| 前任： 風神 | 中華職棒勝投王 2005年                   | 繼任： 林恩宇 |
| 前任： 飛勇 | 中華職棒總冠軍賽優秀球員獎(勝方) 2005年 | 繼任： 魔銳   |